# Marnage (agriculture)
Pour les articles homonymes, voir marnage.
Le marnage est une technique agricole consistant à rendre un sol plus calcaire en y ajoutant de la marne.
Ceci permettait de remonter le pH des sols acides et les rendre plus propices à l'activité agricole. 
On a longtemps utilisé cette technique et ce, même avec des argiles non calcaires, ce qui n'avait aucune efficacité, cependant l'apport d'argile neuve permettait de compenser la déstructuration puis l'érosion des argiles en place.